# Donauinsel (stacja metra)
Donauinsel – jedna ze stacji metra w Wiedniu na linii U1. Została otwarta 3 września 1982. 
Znajduje się w 22. dzielnicy Donaustadt. Jej nazwa pochodzi od strefy rekreacyjnej Donauinsel. Została otwarta w wyniku otwarcia 5. odcinka U1 3 września 1982.